# Łukasz Foltyn
Łukasz Foltyn (ur. 16 stycznia 1974 w Radomiu) – polski informatyk, programista, przedsiębiorca, twórca komunikatora Gadu-Gadu.

## Życiorys
Łukasz Foltyn uczęszczał do Szkoły Podstawowej nr 6 im. Franciszka Zubrzyckiego w Radomiu, a w latach 1989–1993 do klasy o profilu matematyczno-fizycznym VI Liceum Ogólnokształcącego im. Jana Kochanowskiego w Radomiu. Studiował przez rok elektronikę oraz przez rok na Uniwersytecie Warszawskim matematykę. Następnie przeniósł się na wieczorowe studia informatyczne tamże, gdzie uzyskał tytuł licencjata. Utrzymywał się wówczas z pisania programów oraz gry na giełdzie.

### Informatyka
Przez pewien czas współtworzył wraz z Markiem Sellem program antywirusowy mks vir. Od Sella w ramach zapłaty dostał pierwszy własny komputer. Stworzył program Foltyn Commander, którego 200 sztuk zakupiła Kancelaria Senatu. Założył portal sms-express.com (obecna nazwa – GG).
W 1999 napisał komunikator Gadu-Gadu, którego pierwsza wersja ukazała się 15 sierpnia 2000. Pełnił funkcję prezesa spółki, a następnie do 16 maja 2007 zasiadał w radzie nadzorczej firmy Gadu-Gadu S.A. W 2000 45% udziałów firmy kupił za 700 tys. zł Fundusz Warsaw Equity Holding (WEH). W latach 2007–2008 Gadu-Gadu S.A. była notowana na Giełdzie Papierów Wartościowych w Warszawie.
16 maja 2007, w wyniku rezygnacji z członkostwa w radzie nadzorczej, Łukasz Foltyn przestał pełnić funkcje w firmie, pozostając autorem protokołu oraz znacznej części kodu Gadu-Gadu. Pod koniec 2007 – w wyniku wezwania do sprzedaży akcji ogłoszonego przez firmę Naspers – sprzedał wszystkie swoje udziały w spółce.

### Polityka
Łukasz Foltyn deklaruje się jako zwolennik idei socjaldemokratycznych. Zasiadał między innymi w radzie programowej Polskiej Partii Pracy oraz przejściowo we władzach warszawskiego oddziału Polskiej Partii Socjalistycznej. 14 czerwca 2007 został przewodniczącym nowo powstałej Partii Socjaldemokratycznej, która ostatecznie nie została zarejestrowana.
W wyborach parlamentarnych 21 października 2007 bezskutecznie ubiegał się o mandat poselski z ramienia Polskiego Stronnictwa Ludowego, jako numer jeden na warszawskiej liście. Uzyskał 8608 głosów, lista PSL nie uzyskała mandatów w tym okręgu.
Publikował w „Trybunie Robotniczej”. W sierpniu 2014, po kilkuletniej przerwie, powrócił do składu redakcji portalu lewica.pl.

## Życie prywatne
Ojciec Alfons jest z zawodu inżynierem budownictwa wodnego, matka Barbara – anglistką. Ma 6 sióstr i młodszego brata, Adama, również informatyka. Wraz z żoną, Anną, ma dwoje dzieci – Bartosza i Natalię. W latach 90. zamieszkał w Warszawie.

## Nagrody
Łukasz Foltyn jest laureatem nagród Info Star i Programu I Polskiego Radia „Talent 1997”.